# Interstate 238
Die Interstate 238 (kurz I-238) ist ein Interstate Highway in der San Francisco Bay Area in Kalifornien in den Vereinigten Staaten. Sie verbindet die Interstate 580 in Castro Valley mit der Interstate 880 in San Leandro.
Eine Besonderheit der Interstate ist ihre Nummer. Nach den normalen Regeln der Nummerierung müsste sie eigentlich eine Umgehungsroute der Interstate 38 sein. Jedoch gibt es im Interstate-Highway-System keine I-38.
Eine weitere Besonderheit ist, dass die Richtungsfahrbahnen der I-238 von der Blue-S Linie des Bay Area Rapid Transit geteilt werden. 

## Wichtige Städte
- San Leandro
- Castro Valley

## Verlauf
Die dreieinhalb Kilometer lange Interstate 238 trifft im Kreuz mit der I-580 auch auf die California State Route 238. Im Stadtgebiet von Ashland wird die I-238 auch noch von der California State Route 185 gekreuzt.